# Petróvskoie (Krasnodar)
|  | Per a altres significats, vegeu «Petróvskoie». |

Petróvskoie - Петровское (rus) - és un poble del krai de Krasnodar, a Rússia. Es troba al capdamunt del rierol Sukhaia, afluent del Bolxoi Zelentxuk, a 15 km al nord-est d'Otràdnaia i a 220 km al sud-est de Krasnodar. Pertany al poble de Blagodàrnoie.

## Història
La localitat fou fundada per colons provinents del krai de Stàvropol el 1922. El 1924 es decidí rebatejar el poble amb el nom actual en homenatge al seu primer habitant, Piotr Ivànovitx Mazilo. El 1927 s'hi organitzà el primer TOSZ, anomenat Toltovskoie, per al conreu de la terra. El 1929 es transformà en el kolkhoz Tsentralni, que el 1930 fou rebatejat amb el nom de Pàmiat Lénina. El 1959 el kolkhoz s'uní al kolkhoz Kràsnoie Znàmia de Blagodàrnoie.